# 小行星8152
小行星8152（英語：8152）是一颗围绕太阳公转的小行星。1986年11月3日，安東寧·姆爾科斯在克列特发现了此天体。
这颗小行星的绝对星等为74.24006842864078等。